# Encoelia glaberrima
Encoelia glaberrima är en svampart som först beskrevs av Rehm, och fick sitt nu gällande namn av Wilhelm Kirschstein 1935. Encoelia glaberrima ingår i släktet Encoelia och familjen Sclerotiniaceae.  Arten är reproducerande i Sverige. Inga underarter finns listade i Catalogue of Life.